# Cixius crambiformis
Cixius crambiformis är en insektsart som först beskrevs av Ernst Friedrich Germar 1830.  Cixius crambiformis ingår i släktet Cixius och familjen kilstritar.
Artens utbredningsområde är Frankrike. Inga underarter finns listade i Catalogue of Life.